# Smallingerland
Smallingerland  è una municipalità dei Paesi Bassi di 55 294 abitanti situata nella provincia della Frisia.